# Mestre António
Mestre António (parfois Mestro António) est une localité de Sao Tomé-et-Principe située à l'est de l'île de Sao Tomé, dans le district de Cantagalo, près de Santana. C'est une ancienne roça.

## Climat
Mestre António est dotée d'un climat tropical de type As selon la classification de Köppen. La moyenne annuelle de température est de 24,6 °C et celle des précipitations de 1 574 mm.

## Population
Lors du recensement de 2012, 58 habitants y ont été dénombrés.

## Roça
Assez grande, de type roça-terreiro (c'est-à-dire organisée autour d'un espace central), elle est dotée d'un hôpital à deux étages, avec une arche pour l'entrée principale.